# Thapoppon Butkaew
Thapoppon Butkaew (thailändisch ฐภพภณ บุตรแก้ว; * 10. März 2004), auch als Oat bekannt, ist ein thailändischer Fußballspieler.

## Karriere
Thapoppon Butkaew erlernte das Fußballspielen in der Jugendmannschaft von Buriram United. Hier unterschrieb er am 1. Januar 2023 seinen ersten Profivertrag. Der Verein aus Buriram spielte in der ersten thailändischen Liga. Mitte Januar 2023 wurde er an den Zweitligisten Suphanburi FC ausgeliehen. Sein Zweitligadebüt für den Verein aus Suphanburi gab Thapoppon Butkaew am 23. April 2023 (33. Spieltag) im Heimspiel gegen den Kasetsart FC. Bei der 0:1-Heimniederlage wurde er in der 71. Minute für Nethithorn Kaewcharoen eingewechselt. Nach der Ausleihe kehrte er im Sommer 2023 nach Buriram zurück. Hier wurde sein Vertrag nicht verlängert. Im Juni 2023 unterschrieb er einen Vertrag beim Zweitligaabsteiger Raj-Pracha FC. Mit dem Verein aus der Hauptstadt Bangkok spielte er siebenmal in der Western Region der dritten Liga. Mitte Dezember 2023 wechselte er zum Ligakonkurrenten Pathumthani University FC. Am Ende der Saison feierte er mit dem Verein die Meisterschaft der Region. In den Aufstiegsspielen zur zweiten Liga konnte man sich jedoch nicht durchsetzten. Im Sommer 2024 wechselte er in die North/Eastern Region der Liga. Hier schloss er sich in Ubon Ratchathani dem Ubon Kruanapat FC an.

## Erfolge
Pathumthani University FC
- Thai League 3 – West: 2023/24